# Полеев, Евгений Сергеевич
Евгений Сергеевич Полеев (10 июня 1939, Москва — 3 мая 2011, Москва) — советский хоккеист, вратарь. Мастер спорта СССР. Советский и российский тренер.

## Биография
Начинал заниматься хоккеем на московском стадионе юных пионеров, выпускник «Крыльев Советов». С сезона 1956/57 — в составе «Химика» Воскресенск. В сезонах 1962/63 — 1965/66 выступал за «Локомотив» Москва. Перед сезоном 1966/67 перешёл в «Торпедо» Минск, с которым вылетел во вторую группу класса «А». В сезонах 1968/69 — 1972/73 играл за команду класса «Б» «Сатурн» Раменское.
Окончил Московский областной педагогический институт имени Н. К. Крупской.
В 1976—2010 годах — тренер СДЮШОР «Крылья Советов». Работал тренером в ДЮСШ «Серебряные акулы» (Москва).
Среди воспитанников — Андрей Яковенко, Николай Харитонычев, Игорь Ефимов, Илья Сташенков, Максим Чуканов, Сергей Соин, Александр Соин, Николай Островский, Сергей Кантинов, Сергей Коньков, Павел Канарский, Игорь Шестеркин и многие другие.
Награжден медалями «Ветеран труда» и «В память 850-летия Москвы».
Скончался 3 мая 2011 года. Похоронен на Пятницком кладбище.
С 2012 года стал проводиться турнир памяти Полеева.
5 февраля 2023 г. перед матчем МХЛ «Крылья Советов» — «Динамо-Шинник» под своды УДС «Крылья Советов» был поднят стяг Полеева.
Сын Константин (род. 1974) в начале 1990-х играл за молодёжные и вторую команды «Крыльев Советов» на позиции вратаря.